# Villa aurocinctus
Villa aurocinctus är en tvåvingeart som först beskrevs av Jacques-Marie-Frangile Bigot 1892.  Villa aurocinctus ingår i släktet Villa och familjen svävflugor.
Artens utbredningsområde är Senegal. Inga underarter finns listade i Catalogue of Life.